# Вильгельм I (граф Шаумбург-Липпе)

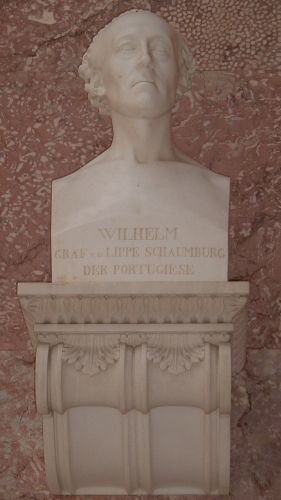
Бюст графа Вильгельма Шаумбург-Липпского в Вальхалле

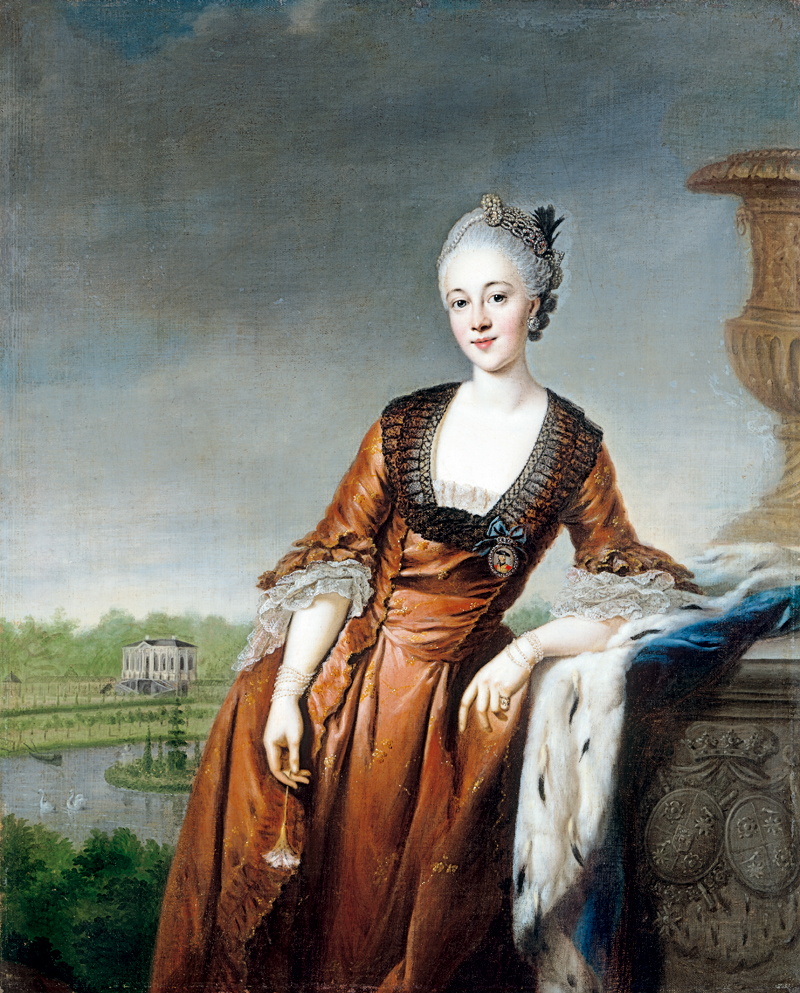
Мария Барбара Элеонора Липпе-Бистерфельдская, супруга графа Вильгельма Шаумбург-Липпского

Фридрих Вильгельм Эрнст Шаумбург-Липпе-Бюккебургский (нем. Wilhelm Friedrich Ernst zu Schaumburg-Lippe; 9 января 1724, Лондон — 10 сентября 1777, Вёльпингхаузен) — немецкий аристократ, граф Шаумбург-Липпский (1748—1777), известный полководец Семилетней войны. Генерал-фельдцейхмейстер курфюршества Брауншвейг-Люнебург и генерал-фельдмаршал Великобритании.

## Биография
Родился 9 января 1724 года в Лондоне. Второй (младший) сын графа Альбрехта Вольфганга Шаумбург-Липпского (1699—1748) и его первой супруги, графини Маргариты Гертруды Эйенхаузен (1701—1726), младшей внебрачной дочери короля Англии и курфюрста Ганновера Георга I и его любовницы Мелюзины фон дер Шуленбург. Учился в школе в Женеве, затем в университетах Лейдена и Монпелье. По возвращении в Лондон Вильгельм был зачислен в британскую королевскую гвардии в звании кадета.
В 1742 году после смерти на дуэли старшего брата Георга Вильгельм вернулся в Бюккебург в качестве нового наследника графского титула. Во время Войны за австрийское наследство Вильгельм сопровождал отца, генерала на голландской службе. В 1743 году он участвовал в битве при Деттингене. В качестве добровольца на австрийской службе Вильгельм Шаумбург-Липпский участвовал в итальянской кампании в 1745 году.
25 октября 1748 года после смерти отца Вильгельм стал новым графом Шаумбург-Липпе. Война с соседним графством Гессен-Кассель, предотвратившая аннексию территории графства, была хорошей школой для развития стратегического потенциала Вильгельма. Чтобы ещё лучше понять все тонкости управления, он отправился ко двору короля Пруссии Фридриха II в Берлин, где благодаря знанию нескольких языков — французского, английского, латыни, итальянского и португальского — попал в ближайшее окружение короля (среди которого в то время находился Вольтер). Позднее граф Вильгельм Шаумбург-Липпский посетил Италию и Венгрию.
В начале Семилетней войны граф Вильгельм Шаумбург-Липпский во главе своего полка вступил в ряды англо-прусской коалиции. В звании генерал-майора он отличился на ганноверской службе во время битве при Миндене в 1759 году, когда он, командуя артиллерией, остановил французскую атаку на левый фланг. В 1759 году он был назначен командующим всей артиллерией англо-прусской коалиции.
В 1762 году по просьбе маркиза Помбала, государственного секретаря Португалии, граф Вильгельм Шаумбург-Липпский в звании генералиссимуса возглавил союзные (англо-португальские) войска в Португалии, действовавшие против испанской армии. Граф Вильгельм Шаумбург-Липпский провёл гениальную оборонительную кампанию и отразил вторжение франко-испанской армии в 1762 году. По настоянию маркиза Помбала граф Вильгельм Шаумбург-Липпский остался в Португалии на целый год после подписания мирного договора в 1763 году, чтобы восстановить и обучить португальскую армию по профессиональному стандарту. Граф основал военную школу и школу артиллерии. Кроме того, он построил новую крепость в Элваше. Первоначально крепость носила имя Nossa Senhora da Graça, затем португальский король переименовал её в Форт Липпе, в знак признания заслуг графа. Затем Вильгельм Шаумбург-Липпский вернулся в Германию. За заслуги во время командования британским экспедиционным корпусом в Португалии английская корона присвоила ему звание генерал-фельдмаршала.
10 сентября 1777 года 53-летний граф Вильгельм Шаумбург-Липпский скончался в Вёльпингхаузене. Ему наследовал его двоюродный брат, Филипп II (1723—1787), правивший в 1777—1787 годах. Бюст Вильгельма Шаумбург-Липпского установлен в зале славы Вальхалла.

## Семья
К 1764 году у Вильгельма было двое детей, Иосиф и Олимпия Петронелла. Они родились в Элваше в Португалии. Олимпия была крещена в церкви в «Matriz» в Кампу-Майор 24 июня 1764 года. Позднее, до её замужества, Олимпия была официально признана Филиппом II Шаумбург-Липпским, кузеном и преемником Вильгельма Шаумбург-Липпского, и получила имя Олимпия Петронелла Эрнестина Шаумбург-Липпская. Олимпия скончалась 25 ноября 1822 года.
12 ноября 1765 года в Штадтхагене Вильгельм Шаумбург-Липпский женился на графине Марии Барбаре Элеоноре Липпе-Бистерфельдской (16 июня 1744 — 16 июня 1776), младшей дочери Карла Фридриха Августа, графа Липпе (1706—1781). У супругов была одна дочь:
- Эмилия (30 июня 1771 — 18 июня 1774)